# Pozytywka (film 1933)
Pozytywka (ros. Органчик, Organczik) – radziecki krótkometrażowy film animowany z 1933 roku w reżyserii Nikołaja Chodatajewa. Animowana satyra w dwóch częściach oparta na podstawie utworu Michaiła Sałtykowa-Szczedrina Dzieje pewnego miasta.
Film wchodzi w skład serii płyt DVD Animowana propaganda radziecka (cz. 4: Naprzód ku świetlanej przyszłości).